# Kalmasaari (ö i Kajanaland, Kehys-Kainuu, lat 64,42, long 29,27)
Kalmasaari är en ö i Finland. Den ligger i sjön Kuusamonjärvi och i kommunen Kuhmo i den ekonomiska regionen  Kehys-Kainuu  och landskapet Kajanaland, i den centrala delen av landet, 500 km nordost om huvudstaden Helsingfors. Öns area är 0,3 hektar och dess största längd är 150 meter i öst-västlig riktning.